# Marco Brescianini
Marco Brescianini (Calcinate, 20 januari 2000) is een Italiaans voetballer die bij voorkeur als centrale middenvelder speelt. Hij wordt door Frosinone verhuurd aan Atalanta Bergamo.

## Clubcarrière
Brescianini komt uit de jeugdacademie van AC Milan en speelde één wedstrijd voor de hoofdmacht. Milan verhuurde hem aan Virtus Entella, AC Monza en Cosenza. In 2023 tekende hij een vierjarig contract bij promovendus Frosinone.  In augustus 2024 nam Atalanta Bergamo Brescianini over van Frosinone op huurbasis. Drie dagen later scoorde hij tweemaal bij zijn debuut tegen Lecce.

## Interlandcarrière
Op 6 september 2024 debuteerde Brescianini voor Italië in het Parc des Princes tegen Frankrijk.